# Las cenizas del Juramento

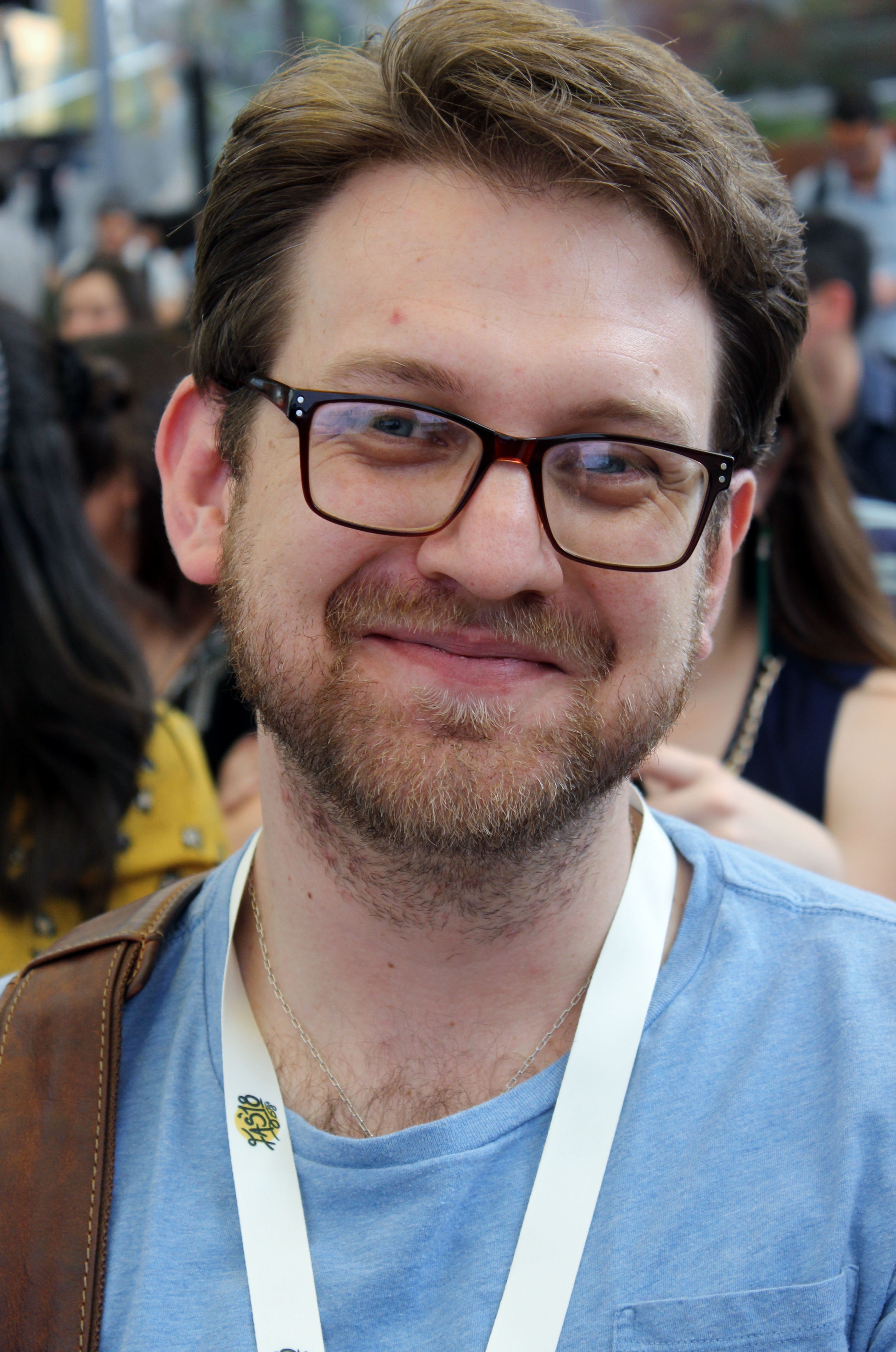
Brennan en el Festival de Autores de Santiago 2018

Las cenizas del juramento es una novela fantástica del escritor chileno Joseph Michael Brennan, seudónimo literario del historiador Exequiel Monge Allen (n. Santiago de Chile, 1987). Publicado el 25 de mayo de 2016 en el sello Montena de Penguin Random House, es el primer libro de la trilogía seguida de El príncipe de los Cuatro Vientos (2016) y La sangre de los dioses (2018).

## Argumento
Tahmuz, un joven de 15 años, vive en la Ciudad Alta, una de las tantas ciudades que conforman la República de los Cuatro Vientos, junto a su protector, Doenal, un silencioso hombre que pose una gran biblioteca, a la cual siempre lleva a Tahmuz cuando este busca respuestas sobre el mundo, pero se niega a revelarle su pasado. Un día, después de que Doenal rescatase a Tahmuz de un fallido intento de fugarse de la ciudad, llega a su puerta Tarian, quien es aparentemente el nieto del príncipe Laorias, quien gobierna la República y se encuentra agonizando. Pronto se sabrá que Tarian es perseguido por un terrible asesino, la Bestia, un formidable y misterioso guerrero.